# سردره (بخش مرکزی کهگیلویه)
سردره یک روستا در ایران است که در دهستان دشمن‌زیاری (کهگیلویه) واقع شده‌است. سردره ۱۷ نفر جمعیت دارد.